# 基頓鎮區 (阿肯色州阿肯色縣)
基頓鎮區（英語：Keaton Township）是位於美國阿肯色州阿肯色縣的一個行政鎮區。

## 地方資料
基頓鎮區的面積為236.84平方千米，當中陸地面積為231.99平方千米，而水域面積為4.85平方千米。根據2010年美國人口普查的數據，當地共有人口892人，而人口密度為每平方千米3.77人。